# Pseudolimnophila auripes
Pseudolimnophila auripes är en tvåvingeart som beskrevs av Alexander 1931. Pseudolimnophila auripes ingår i släktet Pseudolimnophila och familjen småharkrankar. Inga underarter finns listade i Catalogue of Life.